# Ghindărești
Ghindărești is een Roemeense gemeente in het district Constanța.
Ghindărești telt 1973 inwoners volgens de volkstelling van 2011. Dat is een scherpe daling vergeleken met 2747 inwoners in 2007. Bijna alle inwoners zijn Lipovanen. 